# Dejan Davidovac
Dejan Davidovac (in serbo Дејан Давидовац?; Zrenjanin, 17 gennaio 1995) è un cestista serbo.

## Palmarès

### Squadra
- Campionato serbo: 5

Stella Rossa: 2017-2018, 2018-2019, 2020-2021, 2021-2022, 2023-2024
- Coppa di Serbia: 4

Stella Rossa: 2021, 2022, 2024, 2025
- Lega Adriatica: 4

Stella Rossa: 2018-2019, 2020-2021, 2021-2022, 2023-2024
- Supercoppa di Lega Adriatica: 1

Stella Rossa: 2018

### Individuali
- KLS MVP finali: 1

Stella Rossa: 2023-2024